# Velifer
Velifer is een monotypisch geslacht van straalvinnige vissen uit de familie van zeildragers (Veliferidae). Het geslacht is voor het eerst wetenschappelijk beschreven in 1850 door Temminck & Schlegel.

## Soort
- Velifer hypselopterus Bleeker, 1879